# 舎人公園 (足立区)
舎人公園（とねりこうえん）は、東京都足立区の町名である。
丁目の設定がない単独町名で、住居表示実施済。郵便番号は、121-0837。

## 地理
東京都足立区の北西部に位置する。隣接する地域は、北西は入谷、南は皿沼、東は古千谷、舎人町および入谷町。
ほぼ全域を舎人公園の敷地一部が占める。舎人公園の敷地のうち、北西エリア（A地区）が当地区の町名に割り当てられている。
地区の東端に尾久橋通りと日暮里・舎人ライナーが通り、舎人公園駅が設置されている。

## 事業所
2021年（令和3年）現在の経済センサス調査による事業所数と従業員数は以下の通りである。
| 町丁     | 事業所数 | 従業員数 |
| -------- | -------- | -------- |
| 舎人公園 | 2事業所  | 48人     |

### 事業者数の変遷
経済センサスによる事業所数の推移。
| 年                 | 事業者数 |
| ------------------ | -------- |
| 2016年（平成28年） | 1        |
| 2021年（令和3年）  | 2        |

### 従業員数の変遷
経済センサスによる従業員数の推移。
| 年                 | 従業員数 |
| ------------------ | -------- |
| 2016年（平成28年） | 17       |
| 2021年（令和3年）  | 48       |